# Джестссон, Тайтур
Та́йтур Ма́трас Дже́стссон (фар. Teitur Matras Gestsson; род. 19 августа 1992 года в Торсхавне, Фарерские острова) — фарерский футболист, вратарь клуба «ХБ» и национальной сборной Фарерских островов.

## Клубная карьера
Тайтур начинал свою карьеру в клаксвуйкском «КИ». В июле 2008 года он перешёл из академии «КИ» в юношескую команду датского «Оденсе». 3 года спустя голкипер вернулся на Фарерские острова, заключив контракт со столичным «ХБ». 13 июля 2011 года Тайтур дебютировал за «ХБ», пропустив 2 мяча в квалификационном матче Лиги чемпионов со шведским «Мальмё». 29 июля он провёл свою первую игру фарерской премьер-лиге, насухо отстояв встречу с рунавуйкским «НСИ». 28 августа в концовке матча с «КИ» Тайтур поразил ворота соперника после подачи углового. Суммарно в своём дебютном сезоне голкипер провёл 14 встреч в высшей фарерской лиге, пропустив 30 голов.
С 2012 года Тайтур является основным вратарём «ХБ». В сезоне-2013 он выиграл первое чемпионство в составе «красно-чёрных». Тогда же Тайтур впервые выиграл звание лучшего вратаря сезона фарерской премьер-лиги и вошёл в её Команду года. 2 апреля 2017 года вратарь поучаствовал в кубковом разгроме клуба «МБ», реализовав пенальти на 54-й минуте. В 2018 году Тайтур со своим клубом во второй раз стал чемпионом Фарерских островов. В сезоне-2019 он впервые стал обладателем Кубка и Суперкубка архипелага. В 2020 году вратарь взял своё третье чемпионство и второй кубок, но упустил суперкубок в серии пенальти. В сезоне-2021 Тайтур взял второй суперкубок в карьере.

## Международная карьера
В 2007—2008 годах Тайтур выступал за юношескую сборную Фарерских островов (до 17 лет). Матч с румынскими сверстниками он отстоял насухо, а в остальных встречах голкипер пропустил 41 гол. В 2009—2010 годах Тайтур провёл 4 игры за юношескую сборную Фарерских островов (до 19 лет) и пропустил 9 мячей. В 2011—2014 годах он защищал цвета молодёжной сборной Фарерских островов, пропустив 19 голов в 6 матчах. В последней игре за эту сборную Тайтур сохранил свои ворота в неприкосновенности.
С 2014 года Тайтур является членом национальной сборной Фарерских островов. Он дебютировал за неё 1 марта того же года, пропустив 2 гола в первом тайме неофициального товарищеского матча против сборной Гибралтара, после чего был заменён на Тоурура Томсена. Официальный дебют голкипера состоялся 28 марта 2016 года: в товарищеской игре со сборной Лихтенштейна он пропустил 2 мяча. 25 марта 2018 года Тайтур провёл первый «сухой» международный матч, не пропустив ни одного гола в товарищеской встрече с Лихтенштейном. Долгое время Тайтур был «вторым номером» фарерской национальной команды, оставаясь за спиной Гуннара Нильсена. С осени 2020 года он является основным вратарём своей сборной.

## Клубная статистика
| Выступление      | Выступление      | Выступление      | Лига | Лига | Кубки | Кубки | Еврокубки | Еврокубки | Прочие | Прочие | Итого | Итого |
| Клуб             | Лига             | Сезон            | Игры | Голы | Игры  | Голы  | Игры      | Голы      | Игры   | Голы   | Игры  | Голы  |
| ---------------- | ---------------- | ---------------- | ---- | ---- | ----- | ----- | --------- | --------- | ------ | ------ | ----- | ----- |
| ХБ Торсхавн      | Премьер-лига     | 2011             | 14   | -30  | 0     | 0     | 2         | -3        | 0      | 0      | 16    | -33   |
| ХБ Торсхавн      | Премьер-лига     | 2012             | 25   | -34  | 4     | -7    | 0         | 0         | 0      | 0      | 29    | -41   |
| ХБ Торсхавн      | Премьер-лига     | 2013             | 24   | -28  | 0     | 0     | 2         | -2        | 0      | 0      | 26    | -30   |
| ХБ Торсхавн      | Премьер-лига     | 2014             | 26   | -19  | 4     | -1    | 4         | -9        | 1      | -2     | 35    | -31   |
| ХБ Торсхавн      | Премьер-лига     | 2015             | 27   | -31  | 3     | -3    | 2         | -7        | 0      | 0      | 32    | -41   |
| ХБ Торсхавн      | Премьер-лига     | 2016             | 27   | -30  | 1     | -3    | 2         | -3        | 0      | 0      | 30    | -36   |
| ХБ Торсхавн      | Премьер-лига     | 2017             | 27   | -31  | 4     | -5    | 0         | 0         | 0      | 0      | 31    | -36   |
| ХБ Торсхавн      | Премьер-лига     | 2018             | 26   | -18  | 5     | -3    | 0         | 0         | 0      | 0      | 31    | -21   |
| ХБ Торсхавн      | Премьер-лига     | 2019             | 27   | -28  | 5     | -3    | 3         | -7        | 1      | 0      | 36    | -38   |
| ХБ Торсхавн      | Премьер-лига     | 2020             | 27   | -21  | 4     | -3    | 1         | -1        | 1      | -1     | 33    | -26   |
| ХБ Торсхавн      | Премьер-лига     | 2021             | 27   | -22  | 1     | 0     | 5         | -8        | 1      | -1     | 34    | -31   |
| ХБ Торсхавн      | Итого            | Итого            | 277  | -292 | 31    | -28   | 21        | -40       | 4      | -4     | 333   | -364  |
| Всего за карьеру | Всего за карьеру | Всего за карьеру | 277  | -292 | 31    | -28   | 21        | -40       | 4      | -4     | 333   | -364  |

## Международная статистика
| Матчи Тайтура Джестссона за национальную сборную Фарерских островов | Матчи Тайтура Джестссона за национальную сборную Фарерских островов | Матчи Тайтура Джестссона за национальную сборную Фарерских островов | Матчи Тайтура Джестссона за национальную сборную Фарерских островов | Матчи Тайтура Джестссона за национальную сборную Фарерских островов | Матчи Тайтура Джестссона за национальную сборную Фарерских островов |
| №                                                                   | Дата                                                                | Оппонент                                                            | Счёт                                                                | Соревнование                                                        |                                                                     |
| ------------------------------------------------------------------- | ------------------------------------------------------------------- | ------------------------------------------------------------------- | ------------------------------------------------------------------- | ------------------------------------------------------------------- | ------------------------------------------------------------------- |
| 1                                                                   | 28 марта 2016                                                       | Лихтенштейн                                                         | 3:2                                                                 | Товарищеский матч                                                   |                                                                     |
| 2                                                                   | 22 марта 2018                                                       | Латвия                                                              | 1:1                                                                 | Товарищеский матч                                                   |                                                                     |
| 3                                                                   | 25 марта 2018                                                       | Лихтенштейн                                                         | 3:0                                                                 | Товарищеский матч                                                   |                                                                     |
| 4                                                                   | 7 июня 2019                                                         | Испания                                                             | 1:4                                                                 | Отбор ЧЕ-2020                                                       |                                                                     |
| 5                                                                   | 10 июня 2019                                                        | Норвегия                                                            | 0:2                                                                 | Отбор ЧЕ-2020                                                       |                                                                     |
| 6                                                                   | 6 сентября 2020                                                     | Андорра                                                             | 1:0                                                                 | Лига наций                                                          |                                                                     |
| 7                                                                   | 7 октября 2020                                                      | Дания                                                               | 0:4                                                                 | Товарищеский матч                                                   |                                                                     |
| 8                                                                   | 10 октября 2020                                                     | Латвия                                                              | 1:1                                                                 | Лига наций                                                          |                                                                     |
| 9                                                                   | 13 октября 2020                                                     | Андорра                                                             | 2:0                                                                 | Лига наций                                                          |                                                                     |
| 10                                                                  | 14 ноября 2020                                                      | Латвия                                                              | 1:1                                                                 | Лига наций                                                          |                                                                     |
| 11                                                                  | 17 ноября 2020                                                      | Мальта                                                              | 1:1                                                                 | Лига наций                                                          |                                                                     |
| 12                                                                  | 4 июня 2021                                                         | Исландия                                                            | 0:1                                                                 | Товарищеский матч                                                   |                                                                     |
| 13                                                                  | 7 июня 2021                                                         | Лихтенштейн                                                         | 5:1                                                                 | Товарищеский матч                                                   |                                                                     |
| 14                                                                  | 4 сентября 2021                                                     | Дания                                                               | 0:1                                                                 | Отбор ЧМ-2022                                                       |                                                                     |
| 15                                                                  | 7 сентября 2021                                                     | Молдова                                                             | 2:1                                                                 | Отбор ЧМ-2022                                                       |                                                                     |
| 16                                                                  | 9 октября 2021                                                      | Австралия                                                           | 0:2                                                                 | Отбор ЧМ-2022                                                       |                                                                     |
| 17                                                                  | 12 октября 2021                                                     | Шотландия                                                           | 0:1                                                                 | Отбор ЧМ-2022                                                       |                                                                     |

Итого: 17 матчей и 21 пропущенный гол; 6 побед, 4 ничьи, 7 поражений.

## Достижения

### Командные
«ХБ Торсхавн»
- Чемпион Фарерских островов (3): 2013, 2018, 2020
- Обладатель Кубка Фарерских островов (2): 2019, 2020
- Обладатель Суперкубка Фарерских островов (2): 2019, 2021

### Личные
- Член Команды года чемпионата Фарерских островов (2): 2013, 2014
- Лучший вратарь чемпионата Фарерских островов (2): 2013, 2014